# Capasa flavifusata
Capasa flavifusata är en fjärilsart som beskrevs av Moore 1887. Capasa flavifusata ingår i släktet Capasa och familjen mätare. Inga underarter finns listade i Catalogue of Life.